# Pioneer–3
Pioneer–3 (angolul: úttörő)  amerikai mesterséges bolygó, amelyet a Pioneer-program keretében indítottak,  Hold kutató szonda.

## Küldetés
Az elvárt cél, hogy egy működőképes – elsősorban hordozóeszköz vonatkozásában – űrszondát juttassanak a Hold közelébe, elősegíteni a világűr sajátosságainak vizsgálatát, a Hold nem látható felének felderítését. Kipróbálni a műhold korrekciót (manőverezését – lassítás, gyorsítás) segítő segédfúvókák működőképességét – műholdak visszavezetése a Föld meghatározott pontjaira.

## Jellemzői
A szondát a Jet Propulsion Laboratory (JPL) és az amerikai hadsereg építette. Üzemeltetője a JPA és a NASA.
1958. december 6-án a Air Force Missile Test Center indítóállomásról egy Juno II hordozórakétával, direkt módszer alkalmazásával indítottáka Hold felé. Stabilizált műhold, tengelye körül 6 fordulatot tesz meg percenként.
Technikai okok miatt – üzemanyag gyors elfogyása – nem tudta elérni a második kozmikus sebességet, ezért 38 óra 6 perces repülés után, 102 300 kilométer távolságból visszazuhant és december 7-én Afrika felett a Föld légkörében elégett. Nagy magasságban adatokat gyűjtött a Van Allen sugárzási övről és a mágneses térről.
Technikailag megegyezett a  Pioneer–P31-el. Hasznos tömege 5,9 kilogramm. Az űrszonda formája kúp alakú, hengeres műszeregység (alsó átmérője 58, a felső 25 centiméter), amely felül csonka kúppal volt lezárva, mindegyik oldalon zárt. A szonda felülete laminált (üveggyapot) műanyagból készült. Külső felületén egy mágneses dipólusantenna volt felszerelve. Alsó részén egy szilárd hajtóanyagú kis rakéta állt rendelkezésre a végső manőver végrehajtására. Belső hőmérséklet 10-15 Celsius-fok.
A kapcsolatot a 108 megahertzen (MHz) frekvencián, botantennákon keresztül biztosították. Az energiát nikkel-kadmium-elemek adták a rakéták gyújtására, ezüst-cellaelemek a televíziórendszerhez és higany-elemek a műszerek ellátására. Az űreszköz magnetométert, Geiger–Müller-számlálót, mikrometeorit detektort, és letapogató televíziós rendszert tartalmazott.

## Külső hivatkozások
- Pioneer–3. lib.cas.cz. [2013. október 13-i dátummal az eredetiből archiválva]. (Hozzáférés: 2012. december 30.)
- Pioneer–3. skyrocket.de. (Hozzáférés: 2012. december 30.)

| Elődje: Pioneer–P31 | Pioneer-program 1958–1960 | Utódja: Pioneer–4 |